# Sopako

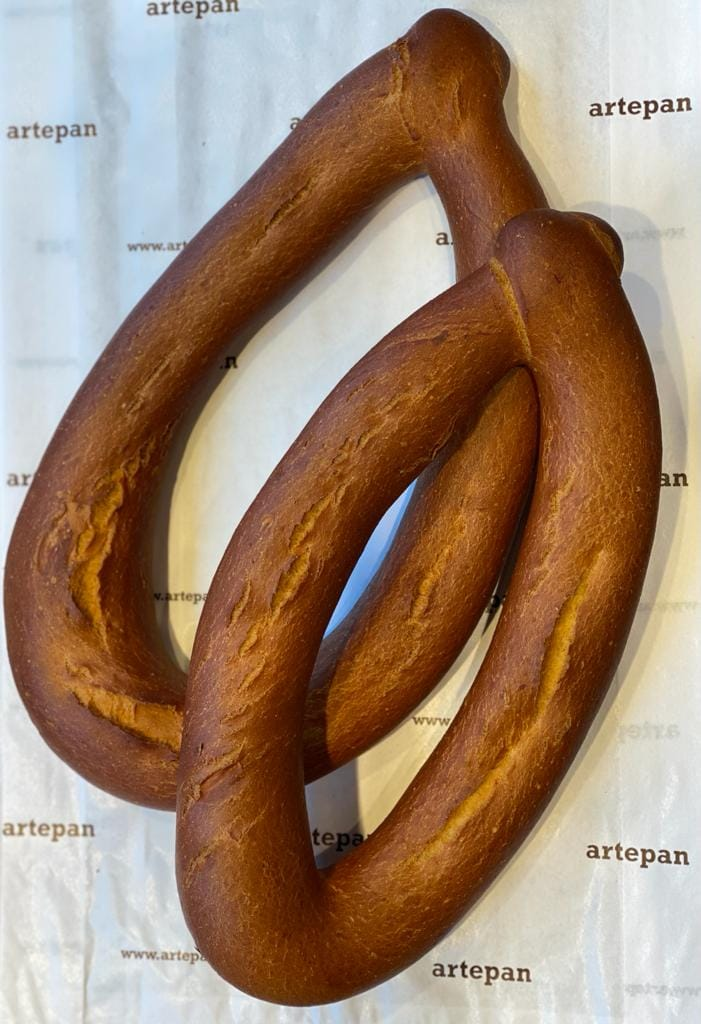
Zopakos en Vitoria

El sopako o zopako es un pan típico del País Vasco, en el norte de España. Contiene harina floja (W180), agua, sal, masa madre o levadura.
Tiene poca miga, muy compacta y seca, y su corteza es muy tostada, para que tenga un sabor más pronunciado. Es una de las pocas recetas de pan que no sirven para comerse, sino para usarse como ingrediente en cocina, para sopas principalmente (de ahí su nombre).
Su forma se logra haciendo una barra y luego separándola en dos por el eje central, con la ayuda de una rasqueta, aunque hay distintas maneras de formarlo. Volviéndolo más fino se garantiza que todo el pan queda bien marrón y duro. Este sabor tostado combina bien con toda clase de caldos: sopa de ajo, la sopa de pescado, la zurrukutuna, etc. También se le llama simplemente como «pan de sopa».

## Origen
Este pan se realizaba originalmente a partir de trozos sobrantes de masa, que en vez de desecharse se reutilizaban para hacer un pan destinado exclusivamente a las sopas y caldos.

## Etimología
En euskera, «zopako» o «sopako» es el genitivo locativo definido singular de zopa o sopa, respectivamente. Es decir, «pan sopako» literalmente significa 'pan para sopa'. También es llamado pan de pistola, que no se debe confundir con el nombre para la barra en Madrid, pistola.

## Elaboración
La fermentación es más corta de lo habitual, porque tampoco interesa que desarrolle mucha miga. Si se usan hornos de poca potencia, se puede el pan pincelar con poca agua previamente a ser horneado y así sale más tostado.